# Muxe

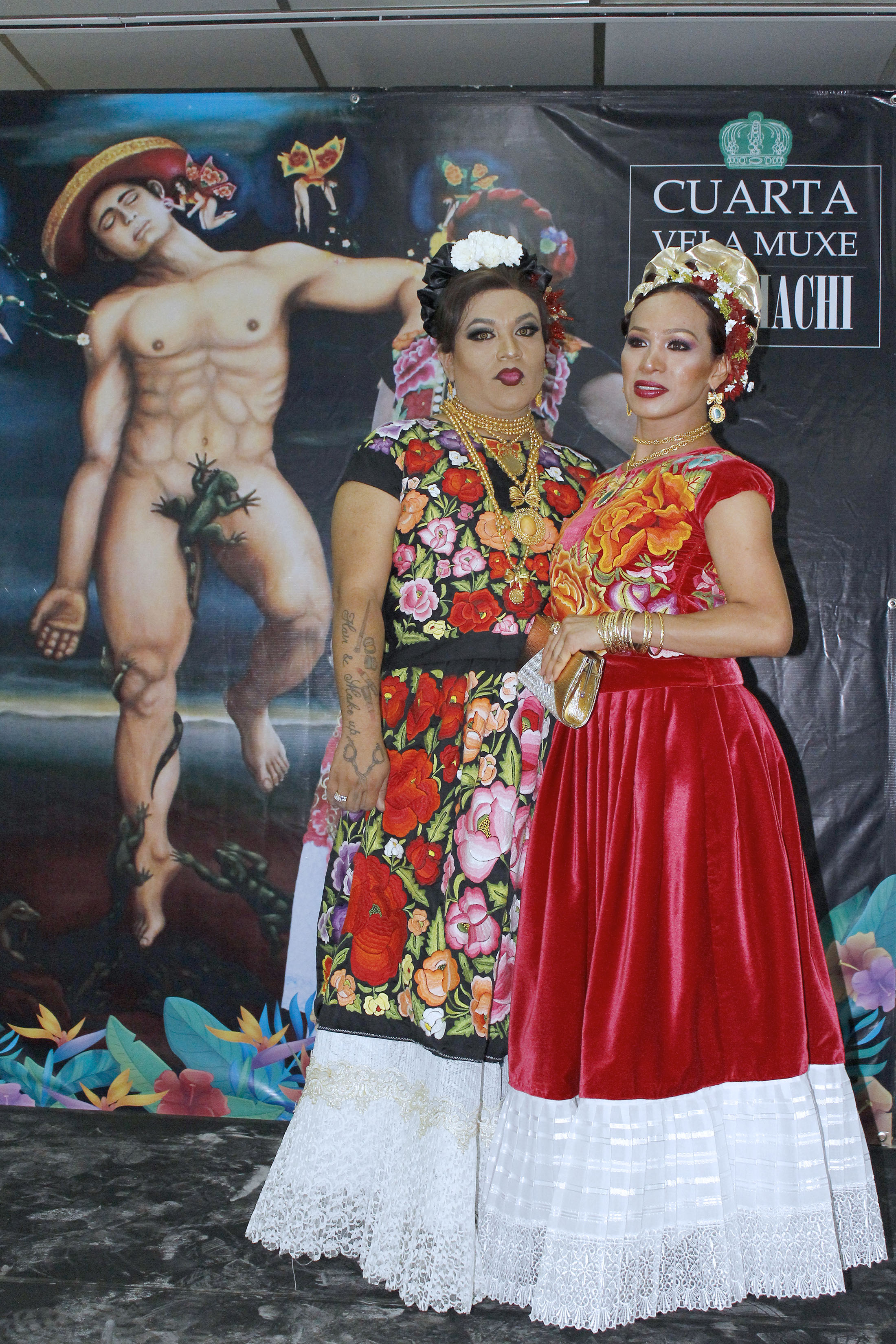
Dos muxes en la Vela Muxe Guuchachi, celebración por la diversidad en Oaxaca.

Muxe (pronunciado /'muʃe/, 'mushe') es un término zapoteca que hace referencia al género que define a una persona de sexo masculino que asume roles femeninos en cualquiera de los ámbitos social, sexual o personal. En la región zapoteca del istmo de Tehuantepec se estima la presencia de tres mil muxes.
Las personas muxe corresponden a parte de la diversidad sexual y de género, encontrando sus equivalentes en términos como: travestis, mujeres transgénero y mujeres transexuales. Algunos muxes se identifican como hombres gay y su identidad de género es masculina. Hay variedad dentro de la comunidad muxe.
Los zapotecas ocupaban un puesto especial en Mesoamérica como una de las civilizaciones más antiguas y avanzadas. Algunos de los primeros ejemplos de gran arquitectura en este continente fueron diseñados y erguidos por ellos. El término muxe puede usarse incluso como un sinónimo de la palabra transexual.

## Terminología
Existen diversas teorías acerca del origen etimológico de muxe o mushe (en grafía zapoteca, muxhe), aunque la más aceptada dice que es una deformación de la palabra española mujer, que en el siglo XVI sería pronunciada muller. En caso contrario, el término para las mujeres que adoptan roles masculinos es nguiu, nombre con el que ellas se autodenominan y que en zapoteco quiere decir algo similar a 'lesbiana'.

## Historia

### Origen
Desde la época precolombina, los zapotecas consideraban a las muxes parte de un tercer sexo. Algunas muxes formaban parejas monógamas con hombres y  se casaban, otras vivían en grupos y otras se casaban con mujeres y tenían hijos. 
Cabe notar que el núcleo de la cultura zapoteca era la unidad familiar organizada en un sistema similar al matriarcado. Los hombres se hacían cargo de cazar, cultivar la tierra y tomar decisiones políticas mientras que las mujeres controlaban el comercio y las decisiones económicas. Una muxe podía participar en decisiones que por lo general se reservaban para las mujeres de la familia.
Tradicionalmente algunas muxes también tenían el rol de iniciar sexualmente a los muchachos adolescentes, ya que no era socialmente aceptado que las adolescentes perdieran la virginidad antes del matrimonio.
En otras culturas de esta región han existido grupos que cumplen funciones similares de tercer sexo, como en el caso de los biza’ah de Teotitlán y los hijras en India.

### SigloXX

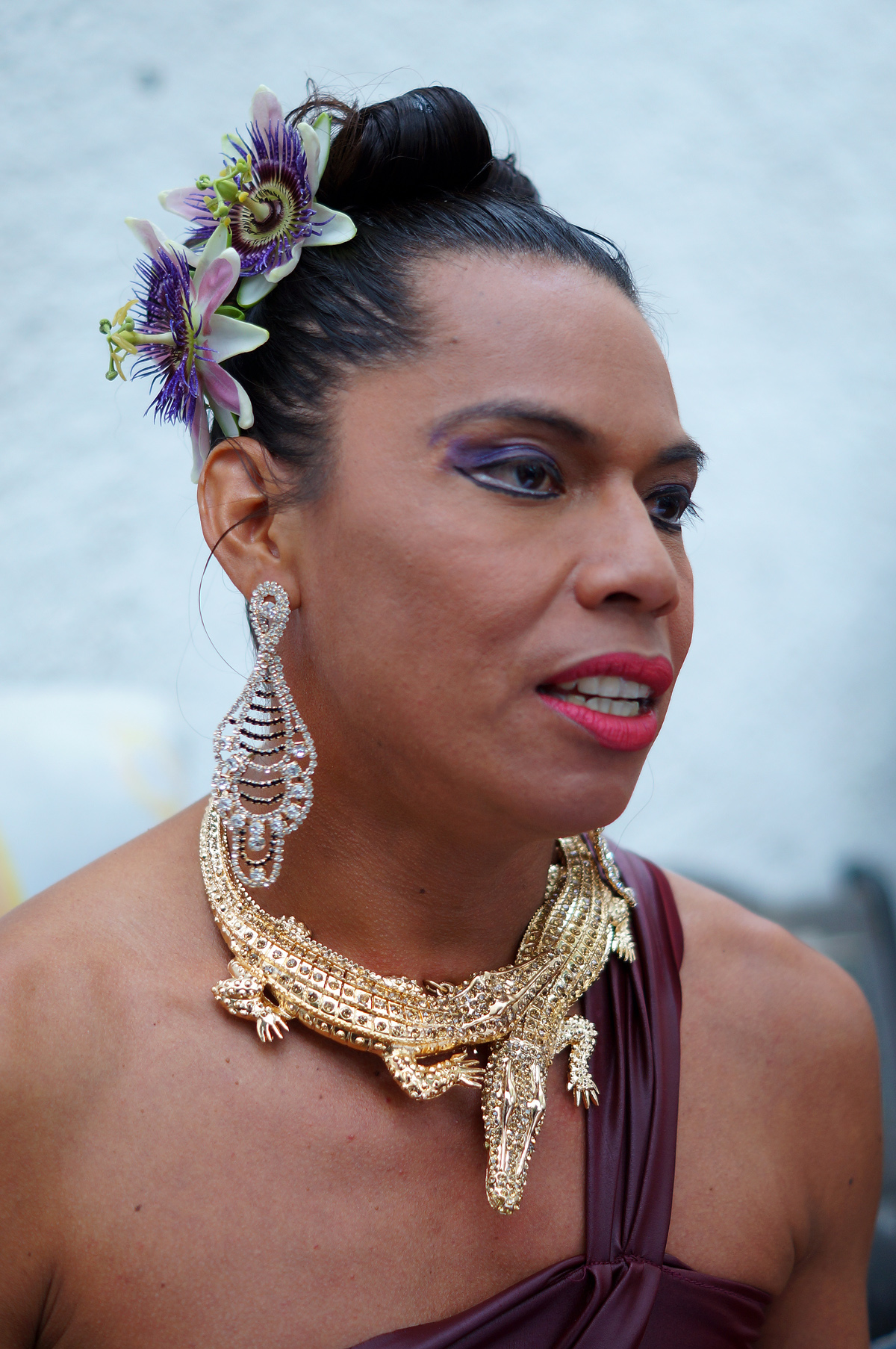
Lukas Avendaño, activista y artista muxe.

Un estudio antropológico durante la primera mitad de la década de los setenta encontró que aproximadamente 6 por ciento de la población masculina del istmo de Tehuantepec estaba compuesta por muxes.
Hoy en día los muxes suelen formar parejas temporales con otros hombres, las relaciones estables a largo plazo no son muy comunes, y es extremadamente raro que formen parejas con mujeres.
En una familia tradicional, el muxe todavía suele ser considerado por su madre como "el mejor de sus hijos" ya que el hijo muxe nunca abandona a los padres en los momentos difíciles de la vida: la vejez y las enfermedades. A diferencia de los hijos heterosexuales que se casan y van a formar otro núcleo familiar que necesita cuidados, el hijo muxe se queda en casa o regresa cuando es necesitado. Por esto, los muxes representan para sus madres tanto una seguridad económica como un apoyo moral, sobre todo cuando en edad madura se quedan solas, ya sea por quedarse viudas, porque el hombre se va con otra mujer más joven o porque ellas mismas deciden separarse. 
En algunos casos, cuando hacen falta hijas y un hijo varón no expresa la "natural" agresividad de los varones, la misma madre cría al niño favoreciendo una serie de comportamientos atribuidos socialmente a las niñas. Por esto, no es raro ver a niños muxe menores de 10 años, acompañando a la mamá a vender en el mercado o aprendiendo de ella a bordar.
Los muxes desempeñan funciones socialmente reconocidas y prestigiadas tanto dentro de la familia como en la comunidad como cuidar de los niños, ancianos, limpiar, cocinar y generalmente se quedan en ella donde cuidan a sus padres en la vejez, por lo cual son considerados como dadores de atención. En muchos de los casos, al morir la abuela o la madre heredan su autoridad moral volviéndose el elemento unificador de la familia.
En el 2003, la activista Amaranta Gómez Regalado, una muxe de 25 años de edad, acaparó la atención de los medios de comunicación internacionales con su candidatura al congreso unicameral del estado de Oaxaca. Gómez Regalado continúa en el 2007 participando en varios proyectos en pro de la comunidad LGBT y es miembro del Comité Estatal Contra la Homofobia, el cual buscaba que, a partir del 2008, se declarara el 17 de mayo como Día Nacional Contra la Homofobia.
Lo anterior se logró, primero, en el gobierno de Enrique Peña Nieto, pues el 21 de marzo de 2014 se publicó, en el DOF, el decreto por el que se deroga el diverso por el que se declara Día de la Tolerancia y el Respeto a las Preferencias, el 17 de mayo de cada año, y se declara Día Nacional de la Lucha contra la Homofobia, el 17 de mayo de cada año. Mismo que fue modificado por Andrés Manuel López Obrador, ya que este publicó, el 17 de mayo de 2019, el decreto por el que se deroga el diverso por el que se declara Día Nacional de la Lucha contra la Homofobia, el 17 de mayo de cada año, y se declara Día Nacional de la Lucha contra la Homofobia, Lesbofobia, Transfobia y Bifobia, el 17 de mayo de cada año.
En el 2005, la directora mexicana Alejandra Islas filmó un documental en Juchitán de Zaragoza titulado "Muxes: Auténticas, intrépidas y buscadoras de peligro" que fue bien acogido en varios festivales internacionales. 
Después del estreno del documental, la estación televisora de Juchitán mostró debates sobre el derecho de los muxes a vestir la indumentaria tradicional, y si esto implica que se les debe dar el mismo trato que a las mujeres durante las fiestas del pueblo y las velas. Más allá de la conclusión del debate, la apertura de la discusión de temas sexuales ha llevado a que en Juchitán se lleven a cabo continuamente campañas de información sobre sexualidad, prevención de enfermedades de transmisión sexual y prevención de embarazos no deseados entre los jóvenes.

## La vela de las Auténticas Intrépidas Buscadoras de Peligro

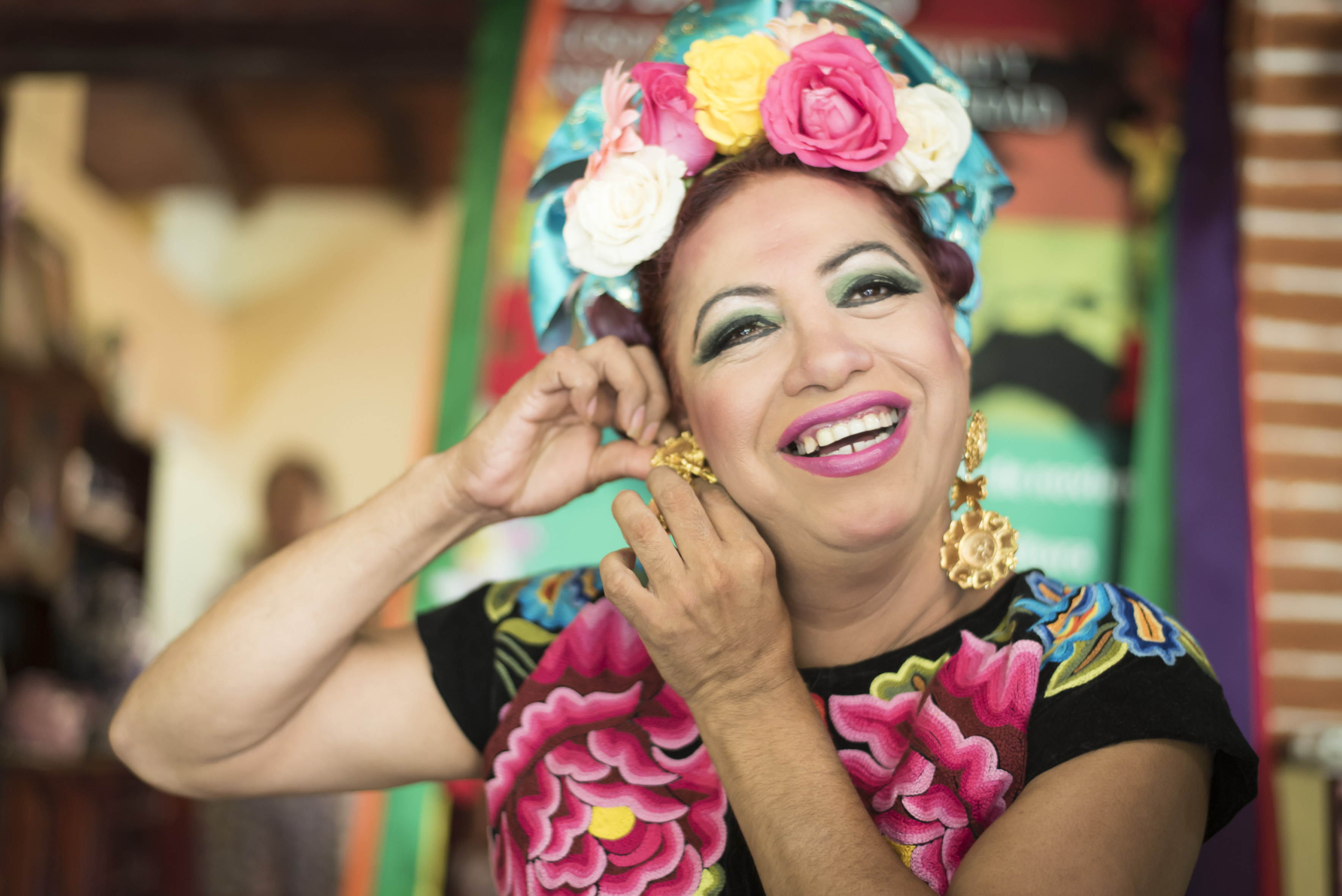
Felina Santiago, mayordoma de la 40.ª Vela Muxe de las Auténticas Intrépidas Buscadoras del Peligro, Juchitán de Zaragoza, 2015.

Las velas son fiestas prehispánicas que se realizan en la región del Istmo de Tehuantepec, en el estado de Oaxaca, en las que se come, se bebe y se baila. Los muxes tienen una presencia social tan fuerte en Juchitán que tienen una propia festividad, llamada la Vela de las Auténticas Intrépidas Buscadoras del Peligro. Nació en el año 1975 como una reunión entre amigos con una común militancia en el Partido Revolucionario Institucional, pero ahora se realiza sin tintes políticos y con la inclusión de toda la comunidad, siendo una clara muestra de que existe la posibilidad de integración de la diversidad sexual en la vida cotidiana de la sociedad oaxaqueña.
Esta vela introdujo en la población zapoteca el show travesti, importado del centro de la república, y que ahora cuenta con gran aceptación en diversas fiestas. Incluso se celebró una vela muxe en la Ciudad de México en julio de 2014 y en Los Ángeles (Estados Unidos) en noviembre de 2013. Actualmente Felina Santiago es la presidenta de las Auténticas Intrépidas Buscadoras del Peligro.
Dentro del campo de la literatura, la vela de las Auténticas Intrépidas Buscadoras de Peligro es mencionada y utilizada como escenario en la novela Bilopayoo Funk del escritor Ricardo Cartas Figueroa. El autor describe a un grupo de personajes que se autodenominan “Las Auténticas Intrépidas Buscadoras de Peligro”, muxes que se encargan de proteger durante un tiempo al protagonista de la obra. Dentro de este colectivo se encuentra Amaranta, un muxe que hace clara alusión a Amaranta Gómez Regalado: «Su nombre real es Jorge, ya casi nadie se acuerda, pero yo sí. Nunca quiso servir en la casa como nosotras; cuida a su mamá, pero a su modo. Siempre anda en boca de la gente, cuando no anda organizando marchas contra la homofobia, anda dando taller para prevenir el VIH, siempre ha sido muy movida».

## En la cultura popular
La famosa fotógrafa Graciela Iturbide retrató en 1986 a Magnolia, una persona muxe de Juchitán quien "eligió la ropa y el maquillaje que iba a utilizar". Estas fotografías en blanco y negro se han vuelto muy populares y fueron un referente hasta la aparición de fotografías en color de los muxes, como aquellas del artículo y portada que la conocida revista Vogue lanzó en 2019. Diversas tesis y trabajos académicos de grado han manejado diferentes aspectos de los muxes, tales como el material de referencia por excelencia, escrito por la doctora en antropología Marinella Miano Borrusoy publicado en 1999; y en materia de tintes naturales y química, el divulgador científico mexicano Astron Martínez elaboró un taller práctico que habla de los muxes, este taller científico se ha presentado en el colectivo DiVU a.c. desde 2012 y se encuentra disponible en su tesis de grado.
Además del ya mencionado documental de Alejandra Islas de 2005, los muxes han aparecido en la pantalla grande en diferentes ocasiones. Dentro del género de ficción, el largometraje de Rigoberto Perezcano titulado Carmín Tropical (2014) habla de un transfeminicidio muxe. Otras representaciones muxes son un tanto esquivas y abiertas a la interpretación (sobre todo las antiguas), por ejemplo, aún se discute si la famosa pintura Tehuana(1914) del artista hidrocálido Saturnino Herrán, está parcialmente inspirada en un joven y andrógino muxe.
En el 2024, Netflix estrenó la serie "El secreto del río", tocando el tema de la comunidad muxe en el istmo de Tehuantepec.